# Juventus Italia FC
Juventus Italia Football Club was een Italiaanse voetbalclub uit Milaan.

## Geschiedenis
De club werd opgericht in 1910 als Juventus Studenti en sloot zich daarna aan bij de FIGC. Een jaar later fusioneerde de club en nam zo de naam Juventus Italia FC aan. In 1913/14 speelde de club voor het eerst in de Prima Categoria, de toenmalige eerste klasse. De competitie was nog niet zoals nu en er waren regionale voorrondes. De club had sterke concurrentie uit Milaan en moest Internazionale, Milan CFC, US Milanese, Nazionale Lombardia en Racing Libertas voor laten in de rangschikking, enkel A.M.C. deed het slechter.
Het volgende seizoen ging een stuk beter met een tweede plaats achter Milan. Juventus stootte door naar de halve finale van Noord-Italië maar werd daar laatste in een groep met Internazionale, Andrea Doria en Vicenza.
Na de Eerste Wereldoorlog verdwenen een aantal clubs, maar Juventus Italia bleef bestaan. Na een derde plaats in het eerste seizoen werd de club tweede in zijn groep achter Trevigliese in 1920/21. Ook het volgende seizoen werd de tweede plaats behaald. In 1922 werd de club naar de tweede klasse verwezen en bleef daar in de middenmoot tot 1928 toen de club ontbonden werd.
In 1947 werd het team heropgericht onder de naam Juventus Italia F.B.C. 1910 en speelde in de eerste divisie van Lombardije, maar na één seizoen hield de club definitief op te bestaan.